# Defensor Sporting Club
Defensor Sporting Club, comúnmente llamado Defensor Sporting, es un club polideportivo de la ciudad de Montevideo. Es producto de la fusión el 15 de marzo de 1989 del Club Atlético Defensor (fútbol y baloncesto, fundado el 15 de marzo de 1913) y el Sporting Club Uruguay (baloncesto y atletismo, fundado el 14 de septiembre de 1910). 
El club posee influencia en Punta Carretas (barrio originario del club Defensor) y principalmente en el barrio Parque Rodó (lugar en donde Defensor se trasladó y construyó su estadio, y donde se originó Sporting). La sede principal del club se ubica en 21 de septiembre 2362 (ex sede del club Sporting), a unas pocas cuadras del estadio, mientras que aun se conserva la sede de Jaime Zudañez 2537 (ex sede del club Defensor), destinada para actividades menores.
El club disputa actualmente la Primera División del Campeonato Uruguayo de fútbol y, en baloncesto, compite en la Liga Uruguaya de Básquetbol. Como resultado de la fusión, se le atribuyen los logros de Defensor y de Sporting en ambas disciplinas, considerándose como la continuación de los mismos en sus respectivas ramas.
Dentro del fútbol, es local en el Estadio Luis Franzini. Defensor Sporting obtuvo cuatro veces el Campeonato Uruguayo, en los años 1976, 1987, 1991 y 2007-08. Con 24 títulos oficiales, es el tercer club más ganador del país, únicamente superado por los denominados "grandes del fútbol uruguayo", Nacional y Peñarol. Fue el primer club distinto a Nacional y Peñarol en ganar un Campeonato Uruguayo durante el profesionalismo (a partir de 1932) logrado en 1976. El club alcanzó los cuartos de final de la Copa Libertadores de 2007, 2009 y la semifinal en 2014.
En baloncesto, Defensor Sporting es el decano del básquetbol uruguayo.

## Historia

### Orígenes
El día 14 de septiembre de 1910, es fundado el Club Pedestre y Atlético del Uruguay, iniciado por un grupo de jóvenes que habían participado de unos juegos en la ciudad de Buenos Aires, Argentina.
Su primera ubicación fue en las calles Larrañaga y Monte Caseros. 
Dos años Después el día 6 de octubre deciden cambiar su denominación a Sporting Club Uruguay mudándose al barrio Parque Rodo. En ese momento el club ya participaba en Atletismo, Balón mano, boxeo, natación, lucha y Voleibol.
Fue fundado el 15 de marzo de 1913 con el nombre de Defensor Football Club, cerca del Parque Urbano, corazón de Punta Carretas. Decidió  jugar oficialmente y vestirse de verde, Alfredo Ghierra le dio el nombre de Defensor.  Nicolás Podestá fue el primer presidente. El nombre de "Defensor" proviene de un equipo formado en 1906 por trabajadores de una fábrica de vidrios de Punta Carretas, llamado "Defensores de la Huelga". En la liga, el club Belgrano ya tenía camiseta verde, por lo que tuvieron que pensar otro color. Se había pensado usar el color negro con una franja verde o celeste, pero cuando fueron a la Casa de Deportes de Frechou, el único color que tenían de camisetas y que no estaba registrado por ningún otro equipo de la Liga era el violeta.
Empezó jugando en Tercera División en 1913, subió a la Segunda División para 1914, y ascendió a Primera División para 1915, finalizando en cuarto lugar en su primera copa uruguaya. Además jugó su primer partido internacional, contra Atlanta en Argentina el 25 de mayo de 1915, ganaron 2 a 1 y en otros dos encuentros revancha lograron un triunfo y un empate, por lo que Defensor regresó invicto de su primera gira por el exterior.
El equipo se  había disuelto luego del campeonato de 1917, por haber descendido, al finalizar en última posición.  En 1918, la Asamblea decidió abandonar la competencia y la mayoría de sus futbolistas pasaron a integrar las filas del club Universal. Reapareció ya con el nombre de Club Atlético Defensor, con el fútbol uruguayo dividido, inscribiéndose en la Federación en 1922 y retornando a la AUF en el año 1926. Jugaba en el Parque Ricci, ubicado en Videla y Alarcón, y desde 1929 en el Parque Rodó, ya que Peñarol no decidió levantar allí su estadio. Sus primeras apariciones en la era amateur no fueron de gran trascendencia.

### Primera época profesional (1932-1959)

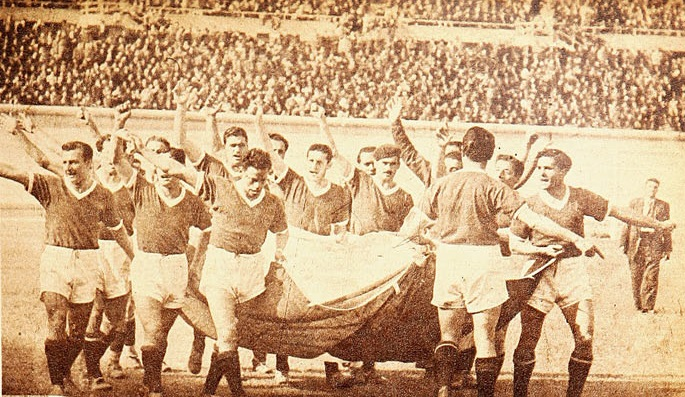
Defensor en medio de una gira a Chile en 1946.

Disputó el Campeonato Uruguayo de 1932, primer torneo profesional de fútbol en Uruguay. Defensor finalizó en cuarto lugar, con 12 partidos ganados, 7 empatados y 8 perdidos. Participó de la Copa Beccar Varela de 1933, torneo en el que participaron los equipos de primera división argentinos y como invitados equipos de las ligas rosarina, santafesina y cordobesa, además de 4 clubes de Uruguay. Defensor se enfrentó a Vélez el 6 de enero de 1934, por octavos de final, en el Estadio Centenario y lo derrotó por 4 a 1. 
En cuartos de final el rival fue Independiente, empataron sin goles el 14 de enero y jugaron un partido revancha el 21 de enero, perdieron 1 a 0.  El campeón de la Copa fue Central Córdoba de Rosario. Antonio Castaldo se convirtió en el primer goleador del club, con 12 goles fue el máximo artillero del Campeonato Uruguayo de 1935, en el cual Defensor finalizó 5°. En 1947 igualó en primer lugar con Peñarol en el Torneo de Honor, fue el primer título oficial del club. En el Campeonato de 1949 finalizó en último lugar, ganó un partido de los 18 disputados y descendió de categoría por primera vez. Jugó el Campeonato de Segunda División de 1950, disputó 14 partidos, ganó 13, perdió el restante con Racing y ascendió a la máxima categoría.
El equipo violeta finalizó en la cuarta posición en el Campeonato Uruguayo de 1956.  Clasificó por primera vez al Torneo Cuadrangular, que terminó ganando Nacional.
En el Campeonato Uruguayo de 1957, logró el tercer lugar por primera vez.  Además, el violeta Walter Hernández fue el goleador del campeonato con 16 anotaciones.
La viola clasificó al Torneo Cuadrangular de 1957, pero se disputó al año siguiente, contra los tres mejores equipos de la temporada. 
El 9 de enero de 1958 vencieron a Nacional por 2 a 0, el 13 de enero derrotaron a Peñarol también por 2 a 0, finalmente el 17 de enero empataron con Fénix 1 a 1.  Defensor se coronó campeón y logró su segundo título oficial.

### Segunda época profesional (1960-1988)
En 1960 se inauguró la Copa Artigas, fue el primer campeonato nacional de la era profesional. El certamen fue disputado por los 10 equipos de primera división y las 4 mejores selecciones por zonas del interior. Las selecciones fueron Artigas, Durazno, Tacuarembó y Maldonado, representaron el litoral, sur, norte y este respectivamente. Defensor disputó 13 partidos, de los cuales ganó 11, incluyendo las victorias frente a los dos grandes, y empató 2. El sábado 6 de agosto de 1960, Defensor venció a Rampla Juniors 4 a 0 y se coronó campeón invicto con 24 puntos, logró su tercer título oficial, fue su primer campeonato. En homenaje al equipo campeón, hoy en día la tribuna del Franzini que da a la Playa Ramírez tiene el nombre 6 de agosto de 1960.
En 1964 desciende por segunda vez en la historia profesional a la Divisional B (anteriormente había descendido en 1949), pero nuevamente se consiguió el ascenso en un solo año y ya en 1966 jugaba de nuevo en Primera división.
Los últimos años de la década significaron una gran incertidumbre en cuanto el futuro del club en Primera, etapa que finaliza en 1971 con la llegada del profesor Ricardo De León y el profesor Julio Gioscia quienes basados en los planteles existentes realizan un gran trabajo y echan las bases para el futuro.
En 1976 con el regreso de De León, ahora con el profesor César Santos y la formación de un gran equipo (para el cual colaboraron Mario Patrón, J. C. Gómez Martínez, Jorge Franzini y el propio De León) se obtiene por primera vez en la historia del club el Campeonato Uruguayo. Con esta consagración se quebraron 44 años de hegemonía de los clubes grandes. El equipo dio la vuelta olímpica al revés, tradición que sigue cumpliendo cada vez que sale campeón.
En la Liguilla correspondiente, clasificatoria para la Copa Libertadores, dirigió Andrés Prieto y bajo su conducción Defensor obtuvo el título de Liguilla, ganando en la final a Peñarol. Al año siguiente participó por primera vez en la Copa Libertadores en una serie con Boca Juniors, River Plate y Peñarol.
Defensor debutó el 31 de marzo de 1977 ante Peñarol en el Estadio Centenario. Ese debut culminó con gran victoria por 2 a 0 ante el equipo aurinegro siendo autores de los goles Rodolfo ¨Pichu¨ Rodríguez y Baudilio Jauregui. El 14 de abril de 1977 Defensor llevó 40.000 personas al Estadio Centenario en su siguiente encuentro, ante Boca Juniors de Argentina, culminando dicho partido en empate 0 a 0.
El 21 de abril de 1977 Defensor disputa su primer partido de Copa Libertadores en el extranjero ante River Plate de Argentina. Se jugó en el Estadio de Huracán de Parque Patricios (el Monumental de Núñez estaba poniéndose a punto para la Copa del Mundo del siguiente año). El encuentro terminó empatado 1 a 1, convirtiendo para los violetas Rudy Vicente Rodríguez de cabeza. El 28 de abril de 1977 Defensor cae derrotado en La Bombonera ante Boca Juniors por 2 a 0, esta fue su primera derrota en la historia de la Copa Libertadores. El 12 de mayo Defensor vuelve a empatar con River Plate argentino esta vez por 0 a 0 en el Estadio Centenario. Ya eliminado el violeta pierde 4 a 2 ante Peñarol en el Estadio Centenario el 18 de mayo de 1977 con dos goles de Alberto Santelli.
Durante la década del 1980 Defensor continúa ganando Liguillas, además se destaca el equipo del año 1982 que estuvo a punto de coronarse campeón. 
En 1987 vuelve a escribir historia al ser el primer equipo, sin contar los tradicionales, en obtener dos veces el título de Campeón Uruguayo en la era profesional.

### Defensor Sporting (1989-actualidad)
El 15 de marzo de 1989, se produjo la fusión del Club Atlético Defensor (fútbol) y el Sporting Club Uruguay (baloncesto), lo que le dio a Defensor un mayor crecimiento a nivel institucional, aumentándole la cantidad de socios y dando un paso fundamental con vistas hacia el futuro.

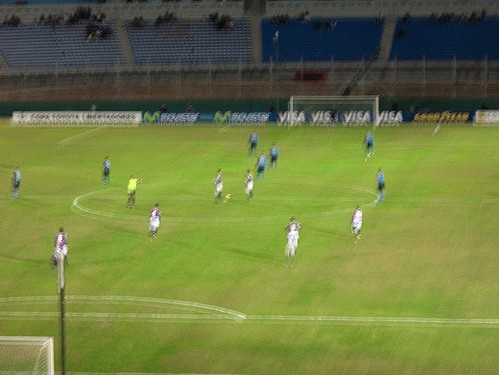
Partido entre Defensor Sporting y Grêmio en el Estadio Centenario, por la Copa Libertadores 2007.

En 1991 y por tercera vez alcanza el título de Campeón Uruguayo, bajo la dirección técnica de Juan Ahuntchaín. El club obtinen 31 puntos, el campeonato jugado con 14 clubes. Posteriormente obtiene la Liguillas Pre-Libertadores del mismo año 1991. Mas adelante ganara las liguillas de 1995 y 2000, las cuales le permitió clasificar a la Copa Libertadores 1992, 1996 y 2001 respectivamente.
En el año 2005, termina en la primera posición de forma invicta del Campeonato Uruguayo Especial debiendo definir el mismo en un partido de desempate contra Nacional. Defensor Sporting decide no presentarse a dicho partido por su disconformidad con los fallos arbitrales que llevaron a Nacional a lograr la victoria frente a Rocha en la última fecha con el arbitraje de Gustavo Méndez. Luego del encuentro la Asociación Uruguaya de Fútbol decidió suspender al árbitro en cuestión y el equipo de Rocha solicitó al Departamento homónimo que lo declarase "persona no grata". La AUF no tomó alguna medida en revocarle el título a Nacional.
En la segunda mitad del año. el club disputó la Copa Sudamericana donde superó a Danubio en la Fase Preliminar, cayendo luego con Cerro Porteño en Primera fase.
En 2006 disputó la Copa Libertadores, donde fue eliminado por el Santa Fe en Primera fase, a pesar de no haber perdido ninguno de los emparejamientos.
En 2007 el club realiza una gran actuación internacional alcanzado los cuartos de final de la Copa Libertadores. Logrado quedar entre los 8 mejores del continente. Le tocó compartir grupo con Gimnasia y Esgrima La Plata de Argentina, al Deportivo Pasto de Colombia y al Santos de Brasil, donde clasificaría en segundo lugar. Luego en octavos de final eliminaría al popular Flamengo de Brasil, ganando 3-0 de local y perdiendo por 2-0 en Brasil, hasta finalmente ser eliminado la instancia de cuartos de final, donde enfrentaría a Grêmio por penales, tras haber ganado en Montevideo por 2 a 0, y perder por igual resultado en la ciudad brasileña. Ese mismo año también participó de la Copa Sudamericana quedando eliminado también en cuartos de final con el equipo de River Plate tras haber empatado 2 a 2 en Uruguay y 0 a 0 en Argentina. En dicha copa había eliminado en primera ronda a Libertad de Asunción, que luego sería el campeón paraguayo, a Tacuary en la segunda ronda, también de Paraguay. En octavos de final vencería 3 a 0 a El Nacional de Quito en el Estadio Centenario y luego perdería 0-2 en Ecuador, clasificando así a los cuartos de final. 
En el ranking de la IFFHS aparece en la posición número 26 y también es destacado por el mismo sitio, como el Mejor Equipo del Mundo en ese mes.
En noviembre de 2007 Defensor bate su propio récord y es situado por la IFFHS en el puesto número 18.  Ese año Defensor Sporting terminó quinto en los dos torneos sudamericanos y fue el equipo con mayor puntuación sumando los dos torneos (22). A nivel local obtiene el Torneo Apertura de ese año. al año próximo 2008 obtiene el Campeonato Uruguayo perteneciente a la temporada 2007-08. Luego de finalizar en primera posición en la tabla anual, supera en la final a Peñarol por 2 a 1 en el primer partido y empatando 0 a 0 en el segundo, consagrándose por cuarta vez en su historia.
En 2009 es un año muy recordado por el hincha de Defensor por la gran actuación internacional, en la Copa Libertadores de ese año, el club clasifica segundo de un grupo compartido por São Paulo, Independiente Medellín y América de Cali para enfrentar  los octavos de final contra Boca Juniors. Defensor Sporting empata en el partido de ida en el Estadio Centenario de Montevideo, por 2 goles por bando. para jugar un partido histórico a la vuelta que sería recordado como "el bombonerazo", Defensor logró lo que ningún equipo uruguayo había logrado hasta el momento en la Libertadores, vencer a Boca Juniors en su casa (La Bombonera), el único gol del encuentro lo convirtió Diego de Souza a los 27 minutos del primer tiempo. Con dicho resultado Defensor Sporting quebró la racha de Boca Juniors de 6 años sin perder en su propio estadio y lo eliminó de la Copa. Este triunfo le permitió clasificar a cuartos de final de la Copa Libertadores, perdiendo en esta instancia con Estudiantes de La Plata, campeón de aquella edición.
En 2010 realiza una gran participación internacional, esta vez en la Copa Sudamericana 2010, En la primera fase le ganó 2:0 y 1:1 a Olimpia de Paraguay, en la segunda fase le ganó 9:0 a Sport Huancayo. El resultado de este partido hizo historia a nivel Internacional ya que se trata de la mayor goleada del club a nivel internacional y la mayor goleada histórica de la Copa Sudamericana. finalmente, en el partido de vuelta en Perú caería 2:0, con un equipo alternativo, clasificando a los octavos de final. En octavos de final debió enfrentarse a Independiente de Argentina, ganando el primer partido en el Centenario de Montevideo por 1:0 y cayendo en el Libertadores de América por un 4:2. partido el cual fue detenido varios minutos tras la agresión al arquero de defensor Martin Silva por hinchas de Independiente quienes le arrojaron una piedra en la cabeza, pese a la gravedad de la agresión el partido no fue suspendido, obligando al conjunto defensor a continuar el mismo pese a las heridas de la contusión del jugador violeta. Independiente se consagraría a la postre campeón del torneo.
En la edición de la Copa Libertadores 2014, se produce la mejor campaña del Club en cualquier competición internacional hasta esa fecha. Defensor Sporting logró clasificar primero en su zona en la fase de grupos del certamen dejando por el camino a la Universidad de Chile y Real Garcilaso de Perú, y clasificando por encima del Cruzeiro al que le remonta un resultado adverso de 2 a 0 para terminar 2 a 2 en Belo Horizonte y vencer 2 a 0 en el Luis Franzini como local.  En los octavos de final eliminó al The Strongest de Bolivia, por penales, tras repartirse victorias locales en la llave. Por cuartos de final eliminó al Atlético Nacional tras sendas victorias tanto de local como de visitante. Cayó en semifinales luego de perder 2 a 0 contra Nacional de Paraguay en el Estadio Defensores del Chaco en el partido de ida y ganar 1 a 0 en la vuelta en el Estadio Centenario, no alcanzándole para clasificar a la final. Nicolás Olivera fue destacado como el mejor jugador del certamen.
En la edición de 2015 de la Copa Sudamericana el club volvería a tener una destacada participación Internacional, alcanzando los cuartos de final. Competición  en la que superó al Bolívar boliviano en la primera fase, ganando el partido de ida 3-0 y luego perdiendo de vuelta en La Paz 2-0, ya en la segunda fase superaría a Universitario de Perú, ganando 3-0 en la ida y en la vuelta 1-0. En octavos de final jugó frente a Lanús de Argentina, superándolo en la tanda de penales, con recordada definición de Maxi Gómez en su debut internacional, tras empatar en el global 0-0. En cuartos de final jugaría frente a Huracán en donde quedaría eliminado a pesar de haber empatado el juego en Montevideo, que no le alcanzó tras haber perdido 1-0 el juego en el Estadio Tomás Ducó.
Inesperadamente, por ser uno de los equipos que más invirtió en incorporaciones al comienzo del año, en la temporada 2020 Defensor desciende por tercera vez en su historia a la Segunda División Profesional tras no poder ganarle de visita a Cerro Largo (0-0) en la última fecha, mientras que su rival directo, Boston River, vencía al campeón del torneo Clausura, Liverpool, por 1 a 0.
El Tuerto no había estado en los puestos de descenso a lo largo de toda la temporada, pero sus malos resultados tampoco le permitían alejarse lo suficiente y así lograr la tranquilidad deseada, por lo que llegó a las últimas fechas muy exigido y poco acostumbrado a la pelea en la parte baja de la tabla. A falta de los tres últimos compromisos, decidió cesar a su director técnico Gregorio Pérez, quien solo ganó 2 partidos de 15 dirigidos, para dar lugar a un viejo conocido de la casa. Eduardo Acevedo, con quien el violeta estaba acostumbrado a pelear campeonatos, asumió el desafío de intentar salvar al equipo del descenso; no pudo lograr el objetivo, al perder un partido y empatar los dos restantes.
La temporada siguiente logró el retorno a Primera División bajo la dirección de los históricos campeones violetas "Samanta" Rodríguez y Gerardo Miranda con una base de equipo juvenil formado en el club.

En 2022 consiguió el séptimo lugar en la tabla acumulada para volver a clasificarse a la Copa Sudamericana del siguiente año. En la temporada de 2023 logró ganar la primera edición de la Copa AUF Uruguay, superando fases eliminatorias ante la final con el equipo de La Luz, coronándose campeón con un marcador de 1-0. En la temporada 2023 el club terminaría 4to en la tabla acumulada, lo que lo clasificaría a la Copa libertadores del siguiente año, en 2024 terminaría  revalido el título de la Copa AUF Uruguay del año anterior, luego de derrotar al Montevideo City Torque 4-2 por penales luego de igualar 2-2. 

### Escudo y bandera
Los símbolos del club son una integración de la identidad histórica del Club Atlético Defensor y del Sporting Club Uruguay. 
El equipo se ha identificado históricamente por el color violeta, cambiando únicamente la tonalidad del color usado en sus equipos. Por esto mismo, la bandera de Defensor Sporting está compuesta por los colores violeta y blanco del C.A. Defensor, incluyendo las iniciales "D.S.C." (Defensor Sporting Club) dentro de los aros rojo y azul, característicos del Sporting C.U.
El escudo está compuesto al igual que la bandera, del color violeta y blanco, además en la parte superior del escudo, aparece el faro de Punta Carretas, histórico símbolo de Defensor; mientras en la parte inferior del mismo, aparecen los aros rojo y azul de Sporting, y dentro de ellos aparece la inscripción "D.S.C." al igual que en la bandera.
Esta simbología está presente en cualquier documentación institucional o disciplina deporta, destacando el violeta y como colores secundarios el blanco, el azul y el rojo.

## Uniforme

### Uniforme titular
La primera indumentaria fue de color negro, con una banda horizontal en la camiseta de color celeste y bordes verdes. Para el año 1915 ya se quería cambiar la indumentaria y fueron sugeridos los colores rojo y verde para la camiseta, imponiéndose este último como elección mayoritaria. Pero cuando fueron a registrar la indumentaria oficial en la asociación se les negó utilizar camiseta verde ya que ésta la tenía registrada con anterioridad el ya desaparecido club Belgrano de Montevideo. Decididos a cambiar de todas formas la indumentaria negra, los miembros fueron a una tienda y compraron las camisetas que estaban en oferta y que eran de color violeta, el cual era de los pocos colores que no utilizaba ningún otro club.
Actualmente, el color violeta de sus indumentarias es todo un símbolo de la institución. A lo largo de casi toda su historia, Defensor ha tenido uniformes titulares de color violeta, pero ha tenido algunas variaciones en short y medias. En la actualidad el uniforme es preferentemente todo de color violeta.
| Primer uniforme | (Ver evolución) | Uniforme actual |  |

### Uniforme alternativo
En cuanto a las indumentarias de alternativa, éstas han sido tradicionalmente de color blanco, exceptuando la camiseta alternativa de 1989, la cual fue de color azul dada la fusión con el club Sporting. Mayoritariamente en la remera se utilizó una franja horizontal violeta, aunque en ocasiones la camiseta fue blanca lisa.
En cuanto a las indumentarias de alternativa, éstas han sido tradicionalmente de color blanco, con una banda horizontal en la casaca de color violeta, la cual fue de color azul en 1989 dada la fusión con el club Sporting.
En la liguilla del año 2001, el club entró a jugar frente a Danubio con una novedosa camiseta de varias bandas horizontales violetas sobre fondo blanco, la cual tan sólo fue utilizada 45 minutos, ya que el juez ordenó el cambio de casaquilla dado que confundía mucho la diferenciación de los dos equipos. Pese al escaso tiempo de utilizada, se convirtió en muy popular entre los parciales violetas. En el 2013 con motivo de los 100 años del Club Atlético Defensor se presentó una camiseta negra con una franja diagonal violeta, la cual se utilizó en el partido ante River Plate por la última fecha del Apertura 2013.
| Primer uniforme | (Ver evolución) | Uniforme actual |  |

### Proveedores y patrocinadores
| Proveedores y patrocinadores | Proveedores y patrocinadores  | Proveedores y patrocinadores | Proveedores y patrocinadores | Proveedores y patrocinadores | Proveedores y patrocinadores | Proveedores y patrocinadores |
| Período                      | Proveedor                     | Patrocinador principal       | Dorsal superior              | Manga                        | Dorsal Inferior              | Patrocinador secundario      |
| ---------------------------- | ----------------------------- | ---------------------------- | ---------------------------- | ---------------------------- | ---------------------------- | ---------------------------- |
| 1980-1983                    | Adidas                        |                              |                              |                              |                              |                              |
| 1984-1990                    | Lee                           |                              |                              |                              |                              |                              |
| 1991-1992                    | Topper                        | Credisol                     |                              |                              |                              |                              |
| 1992-1996                    | Enerre                        | Credisol                     | Garoto                       |                              |                              |                              |
| 1997                         | Penalty                       | Credisol                     | Garoto                       |                              |                              |                              |
| 1997-2000                    | Topper                        | Credisol                     | Garoto                       |                              |                              |                              |
| 2001                         | Olympikus (Libertadores 2001) | Baggio                       | Garoto                       |                              |                              |                              |
| 2001-2002                    | Topper                        | Baggio                       | Garoto                       |                              |                              |                              |
| 2003                         | Meta                          | Garoto                       |                              |                              |                              |                              |
| 2004                         | Covadonga                     | Voltaren                     | Garoto                       |                              |                              |                              |
| 2005                         | Rainha                        | Voltaren                     | Garoto                       |                              |                              |                              |
| 2006                         | Uhlsport                      | Médica Uruguaya              |                              | CITA                         |                              |                              |
| 2007                         | Uhlsport                      | Médica Uruguaya              | Sonda S.A Autodesk           | CITA                         |                              |                              |
| 2007                         | Meta                          | Médica Uruguaya              | Sonda S.A Autodesk           | CITA                         | Portezuelo                   |                              |
| 2008                         | Kappa                         | Médica Uruguaya              | Sonda S.A Autodesk           | CITA                         | Portezuelo                   |                              |
| 2009-2010                    | Kappa                         | Médica Uruguaya              | Sonda S.A Autodesk           | CITA                         | Portezuelo                   | Ancel                        |
| 2011-2012                    | Penalty                       | Médica Uruguaya              | Sonda S.A Autodesk           | CITA                         | Portezuelo                   | Antel                        |
| 2013-2014                    | Mass                          | Médica Uruguaya              | Punta Ballena                | CITA                         |                              | Antel                        |
| 2015-2016                    | Mass                          | Médica Uruguaya              | Punta Ballena                | CITA                         | Redpagos                     | Antel                        |
| 2017                         | Mass                          | Médica Uruguaya              | Punta Ballena                | EGA Rutas del plata Nativa   | Redpagos                     | Antel                        |
| 2018-2020                    | Umbro                         | Médica Uruguaya              |                              | EGA Rutas del plata          | Redpagos                     | Antel                        |
| 2020-2021                    | Puma                          | Médica Uruguaya              | Changan                      | EGA Rutas del plata          |                              | Antel                        |
| 2021                         | Puma                          | Médica Uruguaya              | Changan                      | EGA Rutas del plata          | Prex                         | Antel                        |
| 2022-2023                    | Puma                          | Médica Uruguaya              | Changan                      |                              |                              |                              |
| 2023-2025                    | Puma                          | Médica Uruguaya              | Byd                          |                              |                              |                              |
| 2025-presente                | Kelme                         | Médica Uruguaya              |                              |                              |                              |                              |

## Instalaciones

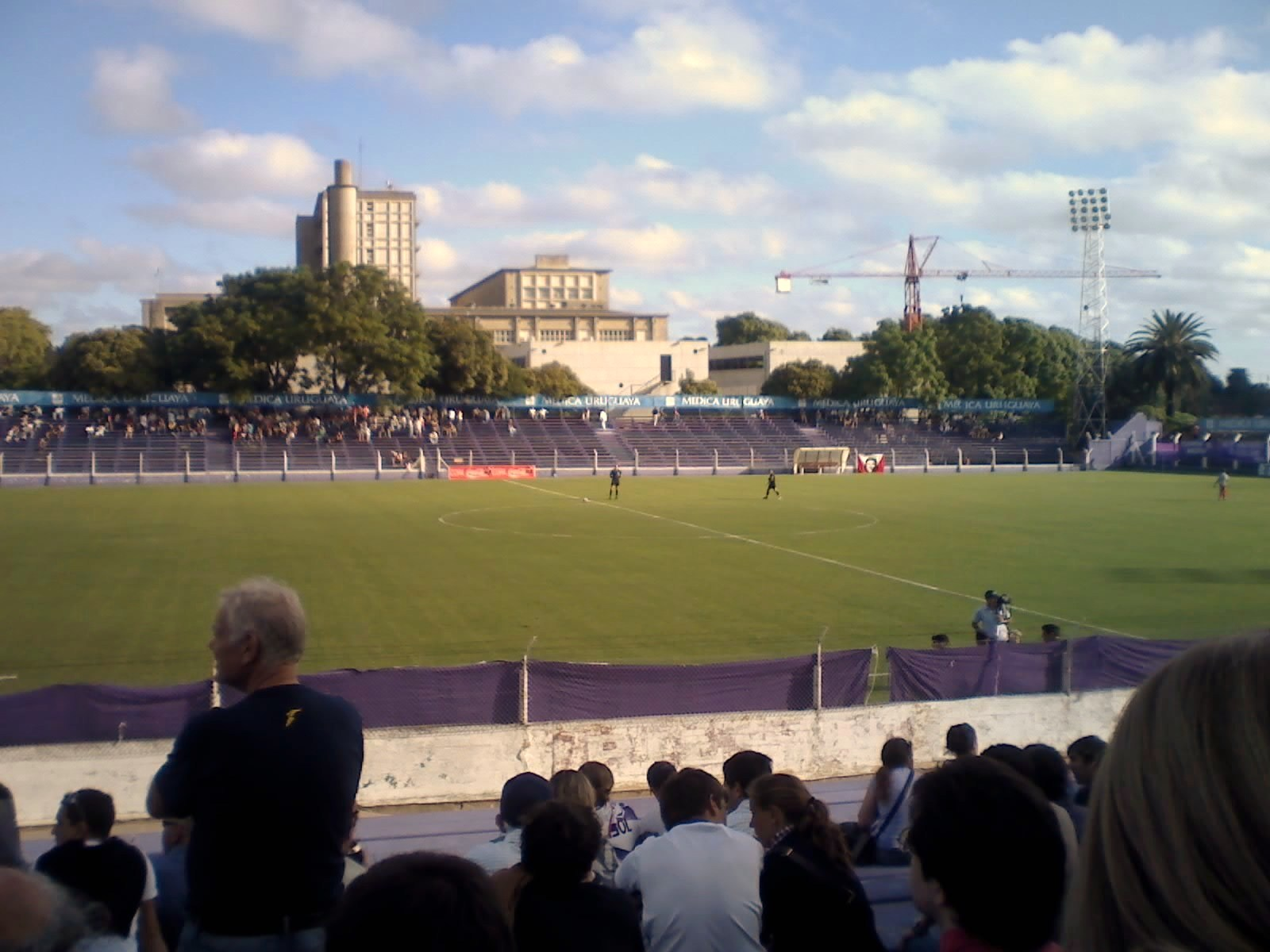
Previa del partido Defensor - Tacuarembo jugado el 20 de marzo del año 2010.

### Estadio
El escenario deportivo de Defensor Sporting es el Estadio Luis Franzini, el cual se ubica en el Parque Rodó, en Montevideo. Inaugurado en 1963, posee una capacidad para 16.000 espectadores.
Esta habilitado para encuentros internacionales de Conmebol: Copa Libertadores de América y Copa Sudamericana. 
Es uno de los escenarios más utilizados en estas competiciones por equipos uruguayos, además fue designado como sede de finales de torneos uruguayos. 
En rugby albergó el Sudamericano de Rugby A 2003. y la Copa Intercontinental 2004, donde la Selección Uruguaya de Rugby se coronase campeón.
La tribuna principal se llama Punta Carretas, barrio donde está instalado el estadio, al frente se encuentra la tribuna Ghierra en honor a Alfredo Ghierra fundador del club en 1913, la cabecera sur es la 25 de julio de 1976, fecha en la cual se consiguió el primer título nacional de la institución, finalmente la tribuna norte es la 6 de Agosto.
Varios equipos del medio local han utilizado este estadio para sus participaciones internacionales, como El Tanque Sisley, River Plate, Danubio, Rentistas o Juventud.
Entre las participaciones de Defensor en el escenario se destacan la Copa Libertadores 2014 la cual llegaría hasta  semifinales, octavos disputando en el Franzini, luego jugaría los cuartos de final y semifinal en el Estadio Centenario.  
Mientras en copa sudamericana la edición de 2015 donde llegaría a disputar cuartos de final en su escenario. 
| \| Ediciones más destacadas Internacionales de Defensor en Estadio Luis Franzini \| Ediciones más destacadas Internacionales de Defensor en Estadio Luis Franzini \| Ediciones más destacadas Internacionales de Defensor en Estadio Luis Franzini \| Ediciones más destacadas Internacionales de Defensor en Estadio Luis Franzini \| Ediciones más destacadas Internacionales de Defensor en Estadio Luis Franzini \| Ediciones más destacadas Internacionales de Defensor en Estadio Luis Franzini \| \| Competición \| Etapa \| Fecha \| Local \| Resultado \| Visitante \| \| ----------------------------------------------------------------------------- \| ----------------------------------------------------------------------------- \| ----------------------------------------------------------------------------- \| ----------------------------------------------------------------------------- \| ----------------------------------------------------------------------------- \| ----------------------------------------------------------------------------- \| \| Copa Libertadores 2014 Semifinalista \| Fase de grupos Grupo 5 \| 14/02/14 \| Defensor Sporting \| 4:1 \| Real Garcilaso \| \| Copa Libertadores 2014 Semifinalista \| Fase de grupos Grupo 5 \| 11/03/14 \| Defensor Sporting \| 2:0 \| Cruzeiro \| \| Copa Libertadores 2014 Semifinalista \| Fase de grupos Grupo 5 \| 09/04/14 \| Defensor Sporting \| 1:1 \| Universidad de Chile \| \| Copa Libertadores 2014 Semifinalista \| Octavos de final \| 24/04/14 \| Defensor Sporting \| 2:0 (4:2 p) \| The Strongest \| \| Copa Sudamericana 2015 Cuartos de final \| Primera fase \| 12/08/15 \| Defensor Sporting \| 3:0 \| Bolívar \| \| Copa Sudamericana 2015 Cuartos de final \| Segunda fase \| 26/08/15 \| Defensor Sporting \| 3:0 \| Universitario \| \| Copa Sudamericana 2015 Cuartos de final \| Octavos de final \| 01/10/15 \| Defensor Sporting \| 0:0 (5:3 p) \| Lanús \| \| Copa Sudamericana 2015 Cuartos de final \| Cuartos de final \| 27/10/15 \| Defensor Sporting \| 0:0 \| Huracán \| |                        |          |                   |             |                      |
| Ediciones más destacadas Internacionales de Defensor en Estadio Luis Franzini |                        |          |                   |             |                      |
| Competición | Etapa                  | Fecha    | Local             | Resultado   | Visitante            |
| Copa Libertadores 2014 Semifinalista | Fase de grupos Grupo 5 | 14/02/14 | Defensor Sporting | 4:1         | Real Garcilaso       |
| Copa Libertadores 2014 Semifinalista | Fase de grupos Grupo 5 | 11/03/14 | Defensor Sporting | 2:0         | Cruzeiro             |
| Copa Libertadores 2014 Semifinalista | Fase de grupos Grupo 5 | 09/04/14 | Defensor Sporting | 1:1         | Universidad de Chile |
| Copa Libertadores 2014 Semifinalista | Octavos de final       | 24/04/14 | Defensor Sporting | 2:0 (4:2 p) | The Strongest        |
| Copa Sudamericana 2015 Cuartos de final | Primera fase           | 12/08/15 | Defensor Sporting | 3:0         | Bolívar              |
| Copa Sudamericana 2015 Cuartos de final | Segunda fase           | 26/08/15 | Defensor Sporting | 3:0         | Universitario        |
| Copa Sudamericana 2015 Cuartos de final | Octavos de final       | 01/10/15 | Defensor Sporting | 0:0 (5:3 p) | Lanús                |
| Copa Sudamericana 2015 Cuartos de final | Cuartos de final       | 27/10/15 | Defensor Sporting | 0:0         | Huracán              |

El Complejo deportivo de verano se encuentra al lado del Estadio Luis Franzini. Tiene cancha de fútbol 5, piscina al aire libre, un quincho, una cantina, varias canchas de basquetbol y un área de recreación.

### Sede de 21 de Septiembre

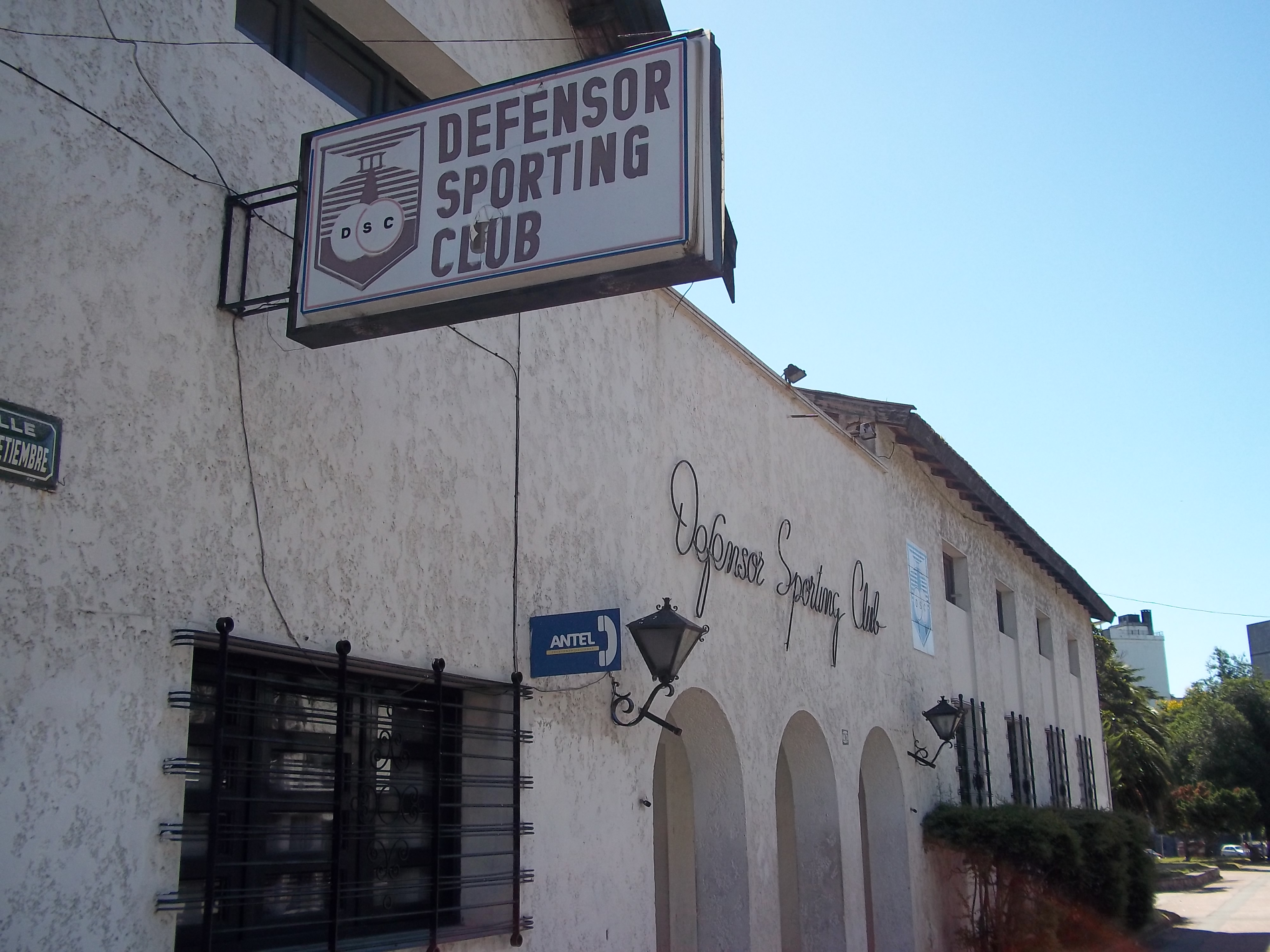
Edificio del Defensor Sporting Club, en 21 de septiembre de 2362, (Parque Rodó).

Se encuentra ubicada entre las calles 21 de Septiembre y Julio Herrera y Reissig, al lado del Parque Rodo Infantil.
Es la sede central de la institución. Perteneció al Sporting Club Uruguay antes de la fusión en 1989.
Se puede practicar Natación, Gimnasia artística, Vóley, Sala de Musculación, Atletismo y Fútbol 5. También se encuentran las copas obtenidas por el club.
En los últimos años se utilizan la cancha al aire libre para el tradicional día del Niño Violeta donde se regalan camisetas y premios a los niños que participan de la actividad, se incluye un espectáculo musical y actividades para los chicos.
El 8 de julio de 2020 el club firmó un contrato con el arquitecto Carlos Pascual para la reforma de la sede y hacer el estadio cerrado de baloncesto. La fecha prevista para el inicio de las obras el día 14 de septiembre.

### Sede de Jaime Zudañez
Es la antigua Sede del Club Atlético Defensor. Actualmente se encuentra la cancha de Basquetbol, por un tema de reglamentación los partidos de La Liga Uruguaya de Basquetbol se disputan en la cancha del club Welcome.
El equipo Femenino de Básquet utiliza esta sede para sus partidos de local.
Desde 2017 la sede lleva el nombre Julio César Franzini Molinari, expresidente del Club Atlético Defensor y uno de los artifices del primer campeonato de Fútbol de la institución en 1976.

### Complejo juvenil Eduardo Arsuaga "Pichincha"
Es el complejo donde entrenan las divisiones Juveniles del Club. Defensor pone mucho interés en formar jugadores al punto que de los 33 jugadores del primer equipo en la temporada 2017, 24 fueron formados por el club.
En el 2017 Defensor instaló la antigua red lumínica del Estadio Luis Franzini, dando la oportunidad que se puedan ampliar las actividades del Pichincha hasta las horas de la noche.
Con la iniciativa de dos referentes de la institución como son Nicolás Olivera y Martín Cáceres se reforma el vestuario para el uso del plantel principal como los de las divisiones juveniles.

## Hinchada

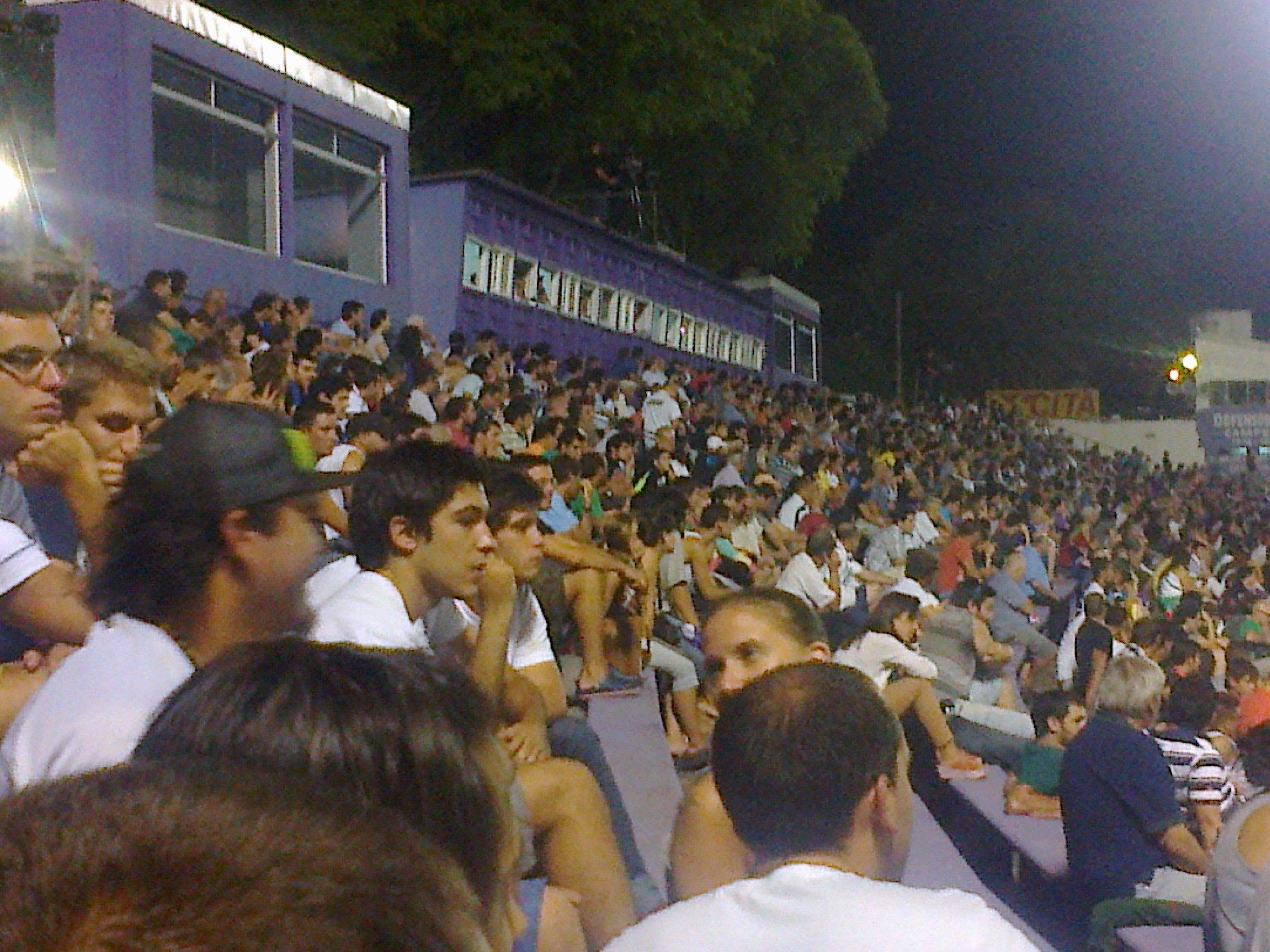
Público de Defensor mirando un clásico ante Danubio en el Estadio Luis Franzini.

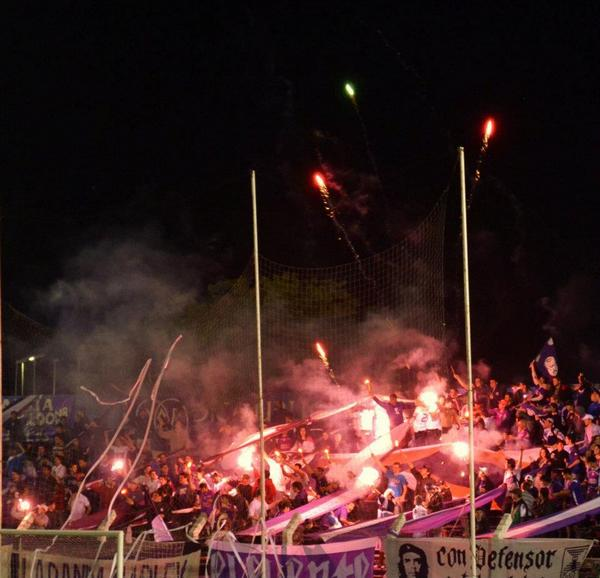
Imagen de la hinchada de Defensor en el estadio.

La parcialidad de Defensor Sporting recibe varios apodos:
Se la conoce como La Violeta o La Viola, por el color de su camiseta. Cuando Defensor se inscribió en la asociación presentó una camiseta verde pero ya la utilizaba el club Belgrano, inmediatamente fueron a una tienda de telas cercana a la Asociación, siendo el único color disponible que no era utilizado por otro equipo el violeta.[cita requerida]
En el barrio Punta Carretas de donde Defensor es originario se encuentra un faro, el cual quedó plasmado en el escudo del club por lo que se les llama La farola o los Tuertos. El apodo Tuertos tiene otra versión que es la oficial de que en el club había tres jugadores con problemas de vista, entre ellos el campeón Olímpico Alfredo Ghierra
Uno de los sectores de la hinchada del equipo se hace llamar "La Banda Marley", en honor a uno de los máximos referentes del club, Nicolás Olivera, ya que es fanático del cantante jamaiquino Bob Marley. En las tribunas se puede observar varias referencias a Bob Marley en las banderas.
Tiene una cierta rivalidad con la hinchada de Danubio, la cual se inició en las competiciones de los planteles de formativas a fines de los años 90 y comienzos de los 2000, y se trasladó posteriormente hacia los planteles principales. Estos encuentros son conocidos como uno de los clásicos más populares del país en alusión a la superioridad histórica que tanto Defensor como Danubio poseen sobre los restantes equipos de Uruguay (a los que se les denomina "chicos"), pero a la inferioridad que presentan al lado de los logros deportivos de Nacional y Peñarol (llamados "grandes").
En los últimos años, entre los grupos radicales de ambas parcialidades se han registrado algunos incidentes.

## Registros

### Máximos goleadores
Con 98 goles, Juan Emilio Píriz es el máximo goleador en la historia de Defensor Sporting, seguido por Alberto Santelli con 92, Antonio Cataldo con 87 y Eliomar Marcón con 85.

### Jugadores formados
Entre los jugadores formados en Defensor Sporting se destacan: José Loncha García, Ricardo Pavoni, José Sasía, Jorge Da Silva, Daniel Odinne, Gerardo Miranda, Eduardo Acevedo, Sergio Daniel Martínez, Guillermo Almada, Darío Silva, Marcelo Tejera, Sebastián Abreu, Diego Pérez, Marcelo Romero, Pablo Munhoz, Gonzalo Sorondo, Tabaré Silva, Gonzalo Vargas, Sebastián Taborda, Andrés Fleurquin, Maximiliano Pereira, Juan Castillo, Martín Silva, Álvaro González, Álvaro Navarro, Martín Cáceres, Andrés Lamas, Nicolás Olivera, Leandro Cabrera, Tabaré Viudez, Giorgian De Arrascaeta, Felipe Gedoz, Diego Laxalt, Diego Rolán, Damián Suárez, Mauricio Lemos, Gastón Silva, Mauro Arambarri, Martín Campaña, Maxi Gómez, Carlos Benavidez, Brian Lozano, Facundo Castro, Juan Manuel Boselli, Gonzalo Carneiro, Mathías Suárez, Martín Rabuñal, Sebastián Boselli, Anderson Duarte, Alan Matturro, Andrés Ferrari, Matías Abaldo, Facundo Bernal.[cita requerida]

## Palmarés
Torneos nacionales oficiales (17)
| Competición nacional            | Títulos                   | Subcampeonatos                                             |
| ------------------------------- | ------------------------- | ---------------------------------------------------------- |
| Campeonato Uruguayo (4/8)       | 1976, 1987, 1991, 2007-08 | 1993, 1997, 2005, 2008-09, 2010-11, 2011-12, 2012-13, 2017 |
| Copa AUF Uruguay (3/0)          | 2022, 2023, 2024          |                                                            |
| Supercopa Uruguaya (0/1)        |                           | 2024                                                       |
| Torneo Apertura (4/4)           | 1994, 2007, 2010, 2017    | 1996, 1999, 2004, 2012                                     |
| Torneo Clausura (4/5)           | 1997, 2009, 2012, 2013    | 2000, 2004, 2006, 2011, 2017                               |
|                                 |                           |                                                            |
| Segunda División de Uruguay (2) | 1950, 1965                |                                                            |

Torneos nacionales oficiales no vigentes (10)
| Competición nacional                     | Títulos                                         | Subcampeonatos |
| ---------------------------------------- | ----------------------------------------------- | -------------- |
| Liguilla Pre-Libertadores de América (8) | 1976, 1979, 1981, 1989, 1991, 1995, 2000, 2006. | 1993, 2008     |
| Torneo Cuadrangular (1)                  | 1957                                            |                |
| Campeonato Nacional General Artigas (1)  | 1960                                            | 1962           |

### Torneos amistosos
- Copa Montevideana (8): 1976, 1979, 1982, 1987, 1991, 1994, 1995, 1997.
- Copa de Campeones uruguayos[25] (1): 2017.
- Copa Diario La Verdad[26] (1): 2016.
- Noche Crema (1): 2008.
- Copa Suat (1): 2012.
- Copa de la Paz (1): 2011

### Juveniles
- Subcampeón de la Copa Libertadores Sub-20 (1): 2012.
- Campeonato Uruguayo Tercera división (Sub 22) (5): 1980, 1985, 2006, 2011, 2012
- Campeonato Uruguayo Cuarta división (Sub 19) (12): 1943, 1949, 1951, 1999, 2000, 2002, 2003, 2007, 2011, 2012, 2013, 2014.
- Campeonato Uruguayo Quinta división (Sub 17) (8): 1991, 1994, 1999, 2001, 2008, 2011, 2012, 2013.
- Campeonato Uruguayo Sub 16 (2): 2008,2010.
- Campeonato Uruguayo Sexta división (Sub 15) (7): 1976, 1977, 1989, 1990, 1997, 1998, 2006.
- Campeonato Uruguayo Séptima división (Sub 14) (5): 1988, 1990, 1993, 1997, 2005.

## Datos del club
(Actualizados para la temporada 2023 inclusive)
- Temporadas en Primera División: 96 (1915-1917 / 1927-1949 / 1951-1964 / 1966-2020 / 2022-Presente)
  - Mejor puesto en Primera División: Campeón (4 veces)
- Temporadas en Segunda División: 5 (1914, 1918, 1950, 1965, 2021)
- Temporadas en Tercera División: 1 (1913)

- Mayor goleada conseguida:
  - En torneos Internacionales:
    - Por la Copa Libertadores: 4:1 vs.  Real Garcilaso, Estadio Luis Franzini (19 de febrero de 2014).
    - Por la Copa Sudamericana: 9:0 vs.  Sport Huancayo, Estadio Centenario (16 de septiembre de 2010).

  - En torneos Nacionales:
    - Por el Campeonato Uruguayo: 8:1 vs. Juventud, Estadio Martínez Monegal (31 de marzo de 2002).
    - Por Liguilla Pre-Libertadores de América: 6:1 vs. Danubio, Estadio Centenario (15 de diciembre de 2003).[30]

## Estadísticas en torneos internacionales

### Participaciones
Actualizado a la Temporada 2022.
| Competencia                       | Edición |
| --------------------------------- | --- |
| Copa Libertadores de América (18) | 1977, 1980, 1982, 1990, 1992, 1994, 1996, 2001, 2006, 2007, 2009, 2012, 2013, 2014, 2018, 2019, 2024, 2025. |
| Copa Sudamericana (8)             | 2005, 2007, 2008, 2010, 2015, 2017, 2018, 2023.                                                             |
| Copa Conmebol (2)                 | 1995, 1997.                                                                                                 |

### Estadísticas por competición
| Torneo                       | TJ | PJ  | PG | PE | PP | GF  | GC  | DG  | Puntos | Mejor Resultado      |
| ---------------------------- | -- | --- | -- | -- | -- | --- | --- | --- | ------ | -------------------- |
| Copa Libertadores de América | 17 | 113 | 33 | 33 | 47 | 113 | 132 | –19 | 126    | Tercer Puesto (2014) |
| Copa Sudamericana            | 8  | 35  | 11 | 12 | 12 | 51  | 40  | +11 | 45     | Cuartos de final     |
| Copa Conmebol                | 2  | 4   | 0  | 1  | 3  | 7   | 11  | –4  | 1      | Octavos de final     |
| Total                        | 27 | 152 | 44 | 46 | 62 | 171 | 183 | –12 | 172    |                      |

Actualizado a la Copa Libertadores 2024. Último partido disputado: Defensor Sporting 1-0 Academia Puerto Cabello

### Resultados por temporada
| Torneo                 | Ronda            | PJ  | PG | PE | PP | GF  | GC  | Dif. | Puntos |
| ---------------------- | ---------------- | --- | -- | -- | -- | --- | --- | ---- | ------ |
| Copa Libertadores 1977 | Fase de grupos   | 6   | 1  | 3  | 2  | 5   | 7   | -2   | 5      |
| Copa Libertadores 1980 | Fase de grupos   | 6   | 1  | 2  | 3  | 3   | 8   | -5   | 4      |
| Copa Libertadores 1982 | Fase de grupos   | 6   | 1  | 2  | 3  | 4   | 9   | -5   | 4      |
| Copa Libertadores 1990 | Octavos de final | 9   | 2  | 3  | 4  | 7   | 11  | -4   | 7      |
| Copa Libertadores 1992 | Octavos de final | 8   | 1  | 3  | 4  | 8   | 11  | -3   | 5      |
| Copa Libertadores 1994 | Octavos de final | 8   | 1  | 5  | 2  | 4   | 6   | -2   | 7      |
| Copa Conmebol 1995     | Octavos de final | 2   | 0  | 0  | 2  | 2   | 5   | -3   | 0      |
| Copa Libertadores 1996 | Octavos de final | 8   | 2  | 4  | 2  | 10  | 10  | 0    | 10     |
| Copa Conmebol 1997     | Octavos de final | 2   | 0  | 1  | 1  | 5   | 6   | -1   | 1      |
| Copa Libertadores 2001 | Fase de grupos   | 6   | 2  | 1  | 3  | 8   | 11  | -3   | 7      |
| Copa Sudamericana 2005 | Primera fase     | 4   | 1  | 1  | 2  | 6   | 7   | -1   | 4      |
| Copa Libertadores 2006 | Primera Fase     | 2   | 0  | 2  | 0  | 2   | 2   | 0    | 2      |
| Copa Libertadores 2007 | Cuartos de final | 10  | 5  | 0  | 5  | 13  | 11  | 2    | 15     |
| Copa Sudamericana 2007 | Cuartos de final | 8   | 3  | 4  | 1  | 13  | 8   | 5    | 13     |
| Copa Sudamericana 2008 | Octavos de final | 4   | 1  | 1  | 2  | 7   | 8   | -1   | 4      |
| Copa Libertadores 2009 | Cuartos de final | 10  | 3  | 3  | 4  | 9   | 10  | -1   | 12     |
| Copa Sudamericana 2010 | Octavos de final | 6   | 3  | 1  | 2  | 15  | 7   | 8    | 10     |
| Copa Libertadores 2012 | Fase de grupos   | 6   | 3  | 0  | 3  | 6   | 7   | -1   | 9      |
| Copa Libertadores 2013 | Primera fase     | 2   | 0  | 1  | 1  | 0   | 2   | -2   | 1      |
| Copa Libertadores 2014 | Semifinales      | 12  | 7  | 2  | 3  | 17  | 9   | 8    | 23     |
| Copa Sudamericana 2015 | Cuartos de final | 8   | 3  | 3  | 2  | 7   | 3   | 4    | 12     |
| Copa Sudamericana 2017 | Primera fase     | 2   | 0  | 1  | 1  | 3   | 4   | -1   | 1      |
| Copa Libertadores 2018 | Fase de grupos   | 6   | 1  | 1  | 4  | 5   | 7   | -2   | 4      |
| Copa Sudamericana 2018 | Segunda fase     | 2   | 0  | 0  | 2  | 0   | 3   | -3   | 0      |
| Copa Libertadores 2019 | Tercera fase     | 6   | 2  | 1  | 3  | 9   | 8   | -1   | 7      |
| Copa Sudamericana 2023 | Fase preliminar  | 1   | 0  | 1  | 0  | 0   | 0   | 0    | 1      |
| Copa Libertadores 2024 | Primera fase     | 2   | 1  | 0  | 1  | 3   | 3   | 0    | 3      |
| Total                  | -                | 152 | 44 | 46 | 62 | 171 | 183 | -12  | 171    |

### Estadísticas Oficiales por competición Año a Año
| Estadísticas                               | Estadísticas | Estadísticas | Estadísticas | Estadísticas | Estadísticas | Estadísticas | Estadísticas | Estadísticas |
| Torneo                                     | Temporada    | PJ           | PG           | PE           | PP           | GF           | GC           | Pts          |
| ------------------------------------------ | ------------ | ------------ | ------------ | ------------ | ------------ | ------------ | ------------ | ------------ |
| Liga Uruguaya Tercera Div.                 | 1913         | 14           | 12           | 0            | 2            | 35           | 12           | 24           |
| Liga Uruguaya Segunda Div.                 | 1914         | 10           | 9            | 0            | 1            | 23           | 7            | 18           |
| Liga Uruguaya                              | 1915         | 18           | 9            | 2            | 7            | 16           | 20           | 20           |
| Copa Competencia                           | 1915         | 1            | 0            | 0            | 1            | 0            | 1            | 0            |
| Copa de Honor                              | 1915         | 1            | 0            | 0            | 1            | 0            | 4            | 0            |
| Liga Uruguaya                              | 1916         | 16           | 4            | 5            | 7            | 10           | 17           | 13           |
| Copa Competencia                           | 1916         | 1            | 0            | 0            | 1            | 0            | 2            | 0            |
| Copa de Honor                              | 1916         | 2            | 0            | 1            | 1            | 2            | 3            | 1            |
| Copa Albion                                | 1916         | 1            | 0            | 0            | 1            | 0            | 4            | 0            |
| Liga Uruguaya                              | 1917         | 18           | 2            | 7            | 9            | 9            | 28           | 11           |
| Copa Competencia                           | 1917         | 1            | 0            | 0            | 1            | 0            | 1            | 0            |
| Copa de Honor                              | 1917         | 1            | 0            | 0            | 1            | 1            | 2            | 0            |
| Copa Albion                                | 1917         | 2            | 0            | 1            | 1            | 0            | 1            | 1            |
| Intermedia/Segunda Div.                    | 1918         | 4            | 1            | 1            | 2            | 6            | 7            | 3            |
| Copa Uruguaya (FUF)                        | 1923         | 31           | 16           | 6            | 9            | 45           | 24           | 38           |
| Copa Uruguaya (FUF)                        | 1924         | 32           | 12           | 11           | 9            | 50           | 42           | 35           |
| Copa Uruguaya (FUF)                        | 1925         | 8            | 4            | 3            | 1            | 7            | 5            | 11           |
| Copa Uruguaya Consejo Provisorio "Serie B" | 1926         | 30           | 12           | 7            | 11           | 49           | 45           | 31           |
| Liga Uruguaya                              | 1927         | 38           | 16           | 11           | 11           | 58           | 40           | 43           |
| Liga Uruguaya                              | 1928         | 30           | 12           | 8            | 10           | 36           | 32           | 32           |
| Copa José Serrato                          | 1928         | ?            | ?            | ?            | ?            | ?            | ?            | ?            |
| Liga Uruguaya                              | 1929         | 26           | 11           | 10           | 5            | 45           | 33           | 32           |
| Copa José Serrato                          | 1929         | ?            | ?            | ?            | ?            | ?            | ?            | ?            |
| Campeonato Especial                        | 1929         | ?            | ?            | ?            | ?            | ?            | ?            | ?            |
| Liga Uruguaya                              | 1931         | 22           | 8            | 4            | 10           | 33           | 29           | 20           |
| Liga Uruguaya                              | 1932         | 27           | 12           | 7            | 8            | 51           | 41           | 31           |
| Liga Uruguaya                              | 1933         | 27           | 12           | 5            | 10           | 50           | 39           | 29           |
| Liga Uruguaya                              | 1934         | 27           | 11           | 3            | 13           | 41           | 44           | 25           |
| Torneo Competencia                         | 1934         | 4            | 0            | 3            | 1            | 4            | 5            | 3            |
| Liga Uruguaya                              | 1935         | 18           | 8            | 2            | 8            | 31           | 29           | 18           |
| Torneo de Honor                            | 1935         | 9            | 5            | 2            | 2            | 18           | 9            | 12           |
| Liga Uruguaya                              | 1936         | 18           | 4            | 3            | 11           | 24           | 37           | 11           |
| Torneo Competencia                         | 1936         | 4            | 0            | 0            | 4            | 4            | 10           | 0            |
| Liga Uruguaya                              | 1937         | 19           | 5            | 2            | 12           | 34           | 55           | 12           |
| Torneo de Honor                            | 1937         | 9            | 3            | 2            | 4            | 10           | 16           | 8            |
| Liga Uruguaya                              | 1938         | 20           | 6            | 7            | 7            | 37           | 35           | 19           |
| Torneo de Honor                            | 1938         | 10           | 3            | 1            | 6            | 16           | 20           | 7            |
| Liga Uruguaya                              | 1939         | 20           | 6            | 7            | 7            | 29           | 44           | 19           |
| Torneo de Honor                            | 1939         | 10           | 1            | 2            | 7            | 14           | 25           | 4            |
| Liga Uruguaya                              | 1940         | 20           | 5            | 9            | 6            | 32           | 49           | 19           |
| Torneo de Honor                            | 1940         | 5            | 1            | 2            | 2            | 5            | 12           | 4            |
| Liga Uruguaya                              | 1941         | 20           | 4            | 6            | 10           | 25           | 44           | 14           |
| Torneo Competencia                         | 1941         | 10           | 3            | 1            | 6            | 17           | 23           | 7            |
| Liga Uruguaya                              | 1942         | 18           | 3            | 5            | 10           | 29           | 49           | 11           |
| Torneo Competencia                         | 1942         | 9            | 3            | 4            | 2            | 21           | 21           | 10           |
| Liga Uruguaya                              | 1943         | 18           | 6            | 4            | 8            | 27           | 32           | 16           |
| Torneo Competencia                         | 1943         | 9            | 2            | 2            | 5            | 16           | 20           | 6            |
| Liga Uruguaya                              | 1944         | 18           | 10           | 5            | 3            | 43           | 27           | 25           |
| Torneo Competencia                         | 1944         | 9            | 4            | 3            | 2            | 18           | 14           | 11           |
| Liga Uruguaya                              | 1945         | 18           | 8            | 6            | 4            | 37           | 31           | 22           |
| Torneo Competencia                         | 1945         | 9            | 5            | 0            | 4            | 15           | 16           | 10           |
| Liga Uruguaya                              | 1946         | 18           | 7            | 4            | 7            | 40           | 31           | 18           |
| Torneo Competencia                         | 1946         | 9            | 5            | 0            | 4            | 19           | 14           | 10           |
| Liga Uruguaya                              | 1947         | 19           | 10           | 3            | 6            | 36           | 29           | 23           |
| Torneo Competencia                         | 1947         | 9            | 5            | 2            | 2            | 14           | 13           | 12           |
| Torneo de Honor                            | 1947         | 1            | 0            | 0            | 1            | 2            | 5            | 0            |
| Liga Uruguaya                              | 1948         | 10           | 3            | 3            | 4            | 19           | 21           | 9            |
| Torneo Competencia                         | 1948         | 9            | 4            | 2            | 3            | 14           | 15           | 10           |
| Liga Uruguaya                              | 1949         | 18           | 1            | 4            | 13           | 28           | 49           | 6            |
| Torneo Competencia                         | 1949         | 9            | 4            | 2            | 3            | 25           | 23           | 10           |
| Liga Uruguaya Segunda Div.                 | 1950         | 14           | 13           | 0            | 1            | 52           | 19           | 26           |
| Torneo Competencia                         | 1950         | 13           | 7            | 4            | 2            | 29           | 22           | 18           |
| Liga Uruguaya                              | 1951         | 18           | 4            | 4            | 10           | 25           | 36           | 12           |
| Torneo Competencia                         | 1951         | 11           | 6            | 3            | 2            | 23           | 16           | 15           |
| Liga Uruguaya                              | 1952         | 18           | 5            | 5            | 8            | 29           | 40           | 15           |
| Torneo Competencia                         | 1952         | 11           | 3            | 5            | 3            | 16           | 19           | 11           |
| Liga Uruguaya                              | 1953         | 18           | 6            | 6            | 6            | 32           | 34           | 18           |
| Torneo Competencia                         | 1953         | 11           | 4            | 1            | 6            | 13           | 21           | 9            |
| Liga Uruguaya                              | 1954         | 18           | 6            | 6            | 6            | 25           | 27           | 18           |
| Torneo Campeones Sud. Juveniles            | 1954         | 9            | 1            | 2            | 6            | 10           | 16           | 4            |
| Liga Uruguaya                              | 1955         | 18           | 6            | 5            | 7            | 29           | 38           | 17           |
| Torneo Competencia                         | 1955         | 9            | 3            | 2            | 4            | 21           | 21           | 8            |
| Liga Uruguaya                              | 1956         | 18           | 6            | 6            | 6            | 34           | 33           | 18           |
| Torneo Competencia                         | 1956         | 9            | 5            | 2            | 2            | 15           | 12           | 12           |
| Torneo Cuadrangular                        | 1956         | 3            | 1            | 1            | 1            | 4            | 4            | 3            |
| Liga Uruguaya                              | 1957         | 18           | 8            | 4            | 6            | 41           | 33           | 20           |
| Torneo Competencia                         | 1957         | 9            | 3            | 3            | 3            | 12           | 16           | 9            |
| Torneo Cuadrangular                        | 1957         | 3            | 2            | 1            | 0            | 5            | 1            | 5            |
| Liga Uruguaya                              | 1958         | 18           | 5            | 6            | 7            | 32           | 32           | 16           |
| Torneo Competencia                         | 1958         | 9            | 3            | 3            | 3            | 13           | 13           | 9            |
| Liga Uruguaya                              | 1959         | 18           | 6            | 4            | 8            | 34           | 35           | 16           |
| Torneo Competencia                         | 1959         | 9            | 2            | 3            | 4            | 8            | 16           | 7            |
| Liga Uruguaya                              | 1960         | 18           | 3            | 9            | 6            | 17           | 22           | 15           |
| Campeonato Nacional Gral.Artigas           | 1960         | 13           | 11           | 2            | 0            | 33           | 8            | 24           |
| Liga Uruguaya                              | 1961         | 18           | 9            | 5            | 4            | 35           | 27           | 23           |
| Torneo Competencia                         | 1961         | 9            | 2            | 1            | 6            | 13           | 17           | 5            |
| Campeonato Nacional Gral.Artigas           | 1961         | 2            | 1            | 1            | 0            | 9            | 2            | 3            |
| Torneo Cuadrangular                        | 1961         | 3            | 0            | 2            | 1            | 6            | 7            | 2            |
| Liga Uruguaya                              | 1962         | 18           | 5            | 7            | 6            | 28           | 23           | 17           |
| Torneo Competencia                         | 1962         | 9            | 6            | 2            | 1            | 19           | 9            | 14           |
| Campeonato Nacional Gral.Artigas           | 1962         | 2            | 1            | 1            | 0            | 6            | 2            | 3            |
| Torneo Cuadrangular                        | 1962         | 3            | 1            | 1            | 1            | 4            | 4            | 3            |
| Liga Uruguaya                              | 1963         | 18           | 3            | 2            | 13           | 16           | 31           | 8            |
| Torneo Competencia                         | 1963         | 9            | 5            | 2            | 2            | 19           | 17           | 12           |
| Liga Uruguaya                              | 1964         | 18           | 3            | 6            | 9            | 16           | 26           | 12           |
| Torneo Competencia                         | 1964         | 9            | 5            | 1            | 3            | 15           | 14           | 11           |
| Liga Uruguaya Segunda Div.                 | 1965         | 18           | 14           | 2            | 2            | 40           | 10           | 30           |
| Torneo Preparación Segunda Div.            | 1965         | 6            | 5            | 0            | 1            | 19           | 7            | 10           |
| Liga Uruguaya                              | 1966         | 18           | 3            | 6            | 9            | 9            | 24           | 12           |
| Liga Uruguaya                              | 1967         | 18           | 7            | 4            | 7            | 22           | 25           | 18           |
| Torneo Competencia                         | 1967         | 9            | 3            | 2            | 4            | 11           | 15           | 8            |
| Liga Uruguaya                              | 1968         | 18           | 5            | 8            | 5            | 15           | 15           | 18           |
| Torneo Especial                            | 1968         | 5            | 1            | 3            | 1            | 13           | 11           | 5            |
| Torneo Cuadrangular                        | 1968         | 3            | 0            | 3            | 0            | 3            | 3            | 3            |
| Liga Uruguaya                              | 1969         | 20           | 4            | 7            | 9            | 13           | 30           | 15           |
| Copa Alfredo Lois                          | 1969         | 7            | 3            | 0            | 4            | 7            | 7            | 6            |
| Liga Uruguaya                              | 1970         | 27           | 9            | 9            | 9            | 28           | 25           | 27           |
| Liga Uruguaya                              | 1971         | 27           | 7            | 9            | 11           | 18           | 27           | 23           |
| Liga Uruguaya                              | 1972         | 22           | 9            | 8            | 5            | 25           | 14           | 26           |
| Liga Uruguaya                              | 1973         | 22           | 10           | 5            | 7            | 33           | 28           | 25           |
| Torneo Ciudad de Montevideo                | 1973         | 10           | 5            | 4            | 1            | 17           | 7            | 14           |
| Liga Uruguaya                              | 1974         | 22           | 5            | 11           | 6            | 23           | 26           | 21           |
| Torneo Campeones Olímpicos                 | 1974         | 11           | 1            | 4            | 6            | 7            | 16           | 6            |
| Liga Uruguaya                              | 1975         | 22           | 6            | 6            | 10           | 30           | 37           | 18           |
| Liga Mayor                                 | 1975         | 18           | 3            | 9            | 6            | 25           | 26           | 15           |
| Liga Uruguaya                              | 1976         | 22           | 13           | 6            | 3            | 33           | 24           | 32           |
| Liga Mayor                                 | 1976         | 18           | 9            | 2            | 7            | 26           | 20           | 20           |
| Liguilla Pre-Libertadores                  | 1976         | 6            | 5            | 0            | 1            | 16           | 4            | 10           |
| Liga Uruguaya                              | 1977         | 22           | 11           | 8            | 3            | 31           | 19           | 30           |
| Copa Libertadores de América               | 1977         | 6            | 1            | 3            | 2            | 5            | 7            | 5            |
| Liga Mayor                                 | 1977         | 18           | 4            | 8            | 6            | 24           | 27           | 16           |
| T.Confraternidad Capital-Interior          | 1977         | 6            | 1            | 2            | 3            | 6            | 10           | 4            |
| Liguilla Pre-Libertadores                  | 1977         | 5            | 0            | 3            | 2            | 0            | 3            | 3            |
| Liga Uruguaya                              | 1978         | 22           | 7            | 7            | 8            | 28           | 34           | 21           |
| Liga Mayor                                 | 1978         | 21           | 9            | 8            | 4            | 26           | 13           | 26           |
| Liguilla Pre-Libertadores                  | 1978         | 5            | 1            | 1            | 3            | 4            | 8            | 3            |
| Liga Uruguaya                              | 1979         | 24           | 9            | 8            | 7            | 30           | 26           | 26           |
| Torneo de la República                     | 1979         | 7            | 3            | 0            | 4            | 15           | 13           | 6            |
| Liguilla Pre-Libertadores                  | 1979         | 6            | 3            | 3            | 0            | 8            | 3            | 9            |
| Liga Uruguaya                              | 1980         | 26           | 12           | 6            | 8            | 35           | 27           | 30           |
| Copa Libertadores de América               | 1980         | 6            | 1            | 2            | 3            | 3            | 8            | 4            |
| Torneo Colombes                            | 1980         | ?            | ?            | ?            | ?            | ?            | ?            | ?            |
| Torneo Ciudad de Montevideo                | 1980         | 9            | 3            | 4            | 2            | 10           | 5            | 10           |
| Liguilla Pre-Libertadores                  | 1980         | 5            | 1            | 2            | 2            | 6            | 7            | 4            |
| Liga Uruguaya                              | 1981         | 29           | 12           | 8            | 9            | 43           | 38           | 32           |
| Liguilla Pre-Libertadores                  | 1981         | 5            | 3            | 1            | 1            | 8            | 6            | 7            |
| Liga Uruguaya                              | 1982         | 26           | 13           | 8            | 5            | 49           | 35           | 34           |
| Copa Libertadores de América               | 1982         | 6            | 1            | 2            | 3            | 4            | 9            | 4            |
| Torneo Copa de Oro                         | 1982         | 14           | 9            | 2            | 3            | 30           | 14           | 20           |
| Liguilla Pre-Libertadores                  | 1982         | 6            | 1            | 3            | 2            | 4            | 6            | 5            |
| Liga Uruguaya                              | 1983         | 25           | 7            | 15           | 3            | 43           | 29           | 29           |
| Torneo Estadio Centenario                  | 1983         | 6            | 2            | 3            | 1            | 9            | 6            | 7            |
| Liguilla Pre-Libertadores                  | 1983         | 5            | 2            | 0            | 3            | 8            | 8            | 4            |
| Liga Uruguaya                              | 1984         | 24           | 9            | 6            | 9            | 27           | 26           | 24           |
| Torneo 60 aniversario de Colombes          | 1984         | 10           | 3            | 5            | 2            | 14           | 8            | 11           |
| Liguilla Pre-Libertadores                  | 1984         | 5            | 0            | 1            | 4            | 2            | 9            | 1            |
| Liga Uruguaya                              | 1985         | 24           | 5            | 8            | 11           | 18           | 32           | 18           |
| Torneo Competencia                         | 1985         | 12           | 3            | 5            | 4            | 16           | 14           | 11           |
| Liga Uruguaya                              | 1986         | 24           | 7            | 8            | 9            | 28           | 31           | 22           |
| Torneo Competencia                         | 1986         | 12           | 5            | 3            | 4            | 15           | 14           | 13           |
| Liguilla Pre-Libertadores                  | 1986         | 3            | 0            | 1            | 2            | 1            | 5            | 1            |
| Liga Uruguaya                              | 1987         | 24           | 14           | 5            | 5            | 32           | 18           | 33           |
| Torneo Competencia                         | 1987         | 12           | 7            | 1            | 4            | 18           | 10           | 15           |
| Liguilla Pre-Libertadores                  | 1987         | 6            | 1            | 3            | 2            | 4            | 6            | 5            |
| Liga Uruguaya                              | 1988         | 24           | 12           | 7            | 5            | 33           | 17           | 31           |
| Torneo Competencia                         | 1988         | 12           | 5            | 4            | 3            | 14           | 10           | 14           |
| Liguilla Pre-Libertadores                  | 1988         | 6            | 2            | 3            | 1            | 9            | 9            | 7            |
| Liga Uruguaya                              | 1989         | 12           | 3            | 8            | 1            | 11           | 8            | 14           |
| Torneo Competencia                         | 1989         | 12           | 2            | 7            | 3            | 6            | 6            | 11           |
| Liguilla Pre-Libertadores                  | 1989         | 8            | 4            | 3            | 1            | 15           | 12           | 11           |
| Liga Uruguaya                              | 1990         | 26           | 7            | 13           | 6            | 20           | 20           | 27           |
| Copa Libertadores de América               | 1990         | 9            | 2            | 3            | 4            | 7            | 11           | 7            |
| Torneo Competencia                         | 1990         | 12           | 3            | 5            | 4            | 11           | 16           | 11           |
| Liga Uruguaya                              | 1991         | 26           | 13           | 8            | 5            | 30           | 13           | 34           |
| Liguilla Pre-Libertadores                  | 1991         | 5            | 3            | 1            | 1            | 9            | 6            | 7            |
| Liga Uruguaya                              | 1992         | 24           | 9            | 8            | 7            | 26           | 22           | 26           |
| Copa Libertadores de América               | 1992         | 8            | 1            | 3            | 4            | 8            | 11           | 5            |
| Liguilla Pre-Libertadores                  | 1992         | 5            | 1            | 1            | 3            | 8            | 9            | 3            |
| Liga Uruguaya                              | 1993         | 24           | 13           | 8            | 3            | 27           | 14           | 34           |
| Liguilla Pre-Libertadores                  | 1993         | 6            | 4            | 1            | 1            | 9            | 4            | 9            |
| Liga Uruguaya                              | 1994         | 27           | 11           | 10           | 6            | 32           | 22           | 32           |
| Copa Libertadores de América               | 1994         | 8            | 1            | 5            | 2            | 4            | 6            | 7            |
| Liguilla Pre-Libertadores                  | 1994         | 6            | 3            | 1            | 2            | 15           | 10           | 7            |
| Liga Uruguaya                              | 1995         | 24           | 9            | 8            | 7            | 28           | 26           | 35           |
| Liguilla Pre-Libertadores                  | 1995         | 8            | 6            | 1            | 1            | 17           | 10           | 19           |
| Copa Conmebol                              | 1995         | 2            | 0            | 0            | 2            | 2            | 5            | 0            |
| Liga Uruguaya                              | 1996         | 22           | 10           | 9            | 3            | 30           | 17           | 39           |
| Copa Libertadores de América               | 1996         | 8            | 2            | 4            | 2            | 10           | 10           | 10           |
| Torneo Nacional                            | 1996         | 4            | 2            | 2            | 0            | 8            | 2            | 8            |
| Liguilla Pre-Libertadores                  | 1996         | 7            | 4            | 0            | 3            | 11           | 5            | 12           |
| Liga Uruguaya                              | 1997         | 24           | 13           | 5            | 6            | 36           | 24           | 44           |
| Liguilla Pre-Libertadores                  | 1997         | 3            | 1            | 1            | 1            | 5            | 3            | 4            |
| Copa Conmebol                              | 1997         | 2            | 0            | 1            | 1            | 5            | 6            | 1            |
| Liga Uruguaya                              | 1998         | 22           | 6            | 11           | 5            | 26           | 26           | 29           |
| Liga Uruguaya                              | 1999         | 28           | 17           | 7            | 4            | 60           | 30           | 58           |
| Liguilla Pre-Libertadores                  | 1999         | 5            | 1            | 2            | 2            | 7            | 6            | 5            |
| Liga Uruguaya                              | 2000         | 33           | 23           | 7            | 3            | 84           | 35           | 76           |
| Liguilla Pre-Libertadores                  | 2000         | 5            | 4            | 1            | 0            | 17           | 5            | 13           |
| Liga Uruguaya                              | 2001         | 35           | 18           | 8            | 9            | 77           | 55           | 62           |
| Copa Libertadores de América               | 2001         | 6            | 2            | 1            | 3            | 8            | 11           | 7            |
| Liguilla Pre-Libertadores                  | 2001         | 3            | 1            | 2            | 0            | 5            | 3            | 5            |
| Liga Uruguaya                              | 2002         | 35           | 17           | 7            | 11           | 63           | 45           | 58           |
| Liguilla Pre-Libertadores                  | 2002         | 3            | 1            | 1            | 1            | 3            | 4            | 4            |
| Liga Uruguaya                              | 2003         | 34           | 16           | 7            | 11           | 58           | 43           | 55           |
| Liguilla Pre-Libertadores                  | 2003         | 7            | 1            | 3            | 3            | 10           | 8            | 6            |
| Liga Uruguaya                              | 2004         | 38           | 17           | 15           | 6            | 53           | 36           | 66           |
| Liguilla Pre-Libertadores                  | 2004         | 6            | 3            | 2            | 1            | 11           | 7            | 11           |
| Liga Uruguaya                              | 2005         | 19           | 12           | 5            | 2            | 33           | 13           | 39           |
| Copa Sudamericana                          | 2005         | 4            | 1            | 1            | 2            | 6            | 7            | 4            |
| Liga Uruguaya                              | 2005-06      | 33           | 15           | 12           | 6            | 55           | 36           | 57           |
| Copa Libertadores de América               | 2006         | 2            | 0            | 2            | 0            | 2            | 2            | 2            |
| Liguilla Pre-Libertadores                  | 2005-06      | 5            | 3            | 2            | 0            | 9            | 3            | 11           |
| Liga Uruguaya                              | 2006-07      | 30           | 17           | 8            | 5            | 57           | 32           | 59           |
| Copa Libertadores de América               | 2007         | 10           | 5            | 0            | 5            | 13           | 11           | 15           |
| Copa Sudamericana                          | 2007         | 8            | 3            | 4            | 1            | 13           | 8            | 13           |
| Liguilla Pre-Libertadores                  | 2006-07      | 5            | 2            | 1            | 2            | 3            | 3            | 7            |
| Liga Uruguaya                              | 2007-08      | 32           | 22           | 4            | 6            | 69           | 38           | 70           |
| Liguilla Pre-Libertadores                  | 2007-08      | 6            | 3            | 1            | 2            | 8            | 5            | 10           |
| Copa Sudamericana                          | 2008         | 4            | 1            | 1            | 2            | 7            | 8            | 4            |
| Liga Uruguaya                              | 2008-09      | 34           | 20           | 6            | 8            | 56           | 36           | 66           |
| Copa Libertadores de América               | 2009         | 10           | 3            | 3            | 4            | 9            | 10           | 12           |
| Liguilla Pre-Libertadores                  | 2008-09      | 5            | 1            | 2            | 2            | 5            | 6            | 5            |
| Liga Uruguaya                              | 2009-10      | 30           | 13           | 7            | 10           | 49           | 44           | 46           |
| Copa Sudamericana                          | 2010         | 6            | 3            | 1            | 2            | 15           | 7            | 10           |
| Liga Uruguaya                              | 2010-11      | 31           | 17           | 7            | 7            | 50           | 26           | 58           |
| Liga Uruguaya                              | 2011-12      | 31           | 19           | 5            | 7            | 54           | 28           | 62           |
| Copa Libertadores de América               | 2012         | 6            | 3            | 0            | 3            | 6            | 7            | 9            |
| Liga Uruguaya                              | 2012-13      | 31           | 18           | 9            | 4            | 51           | 23           | 63           |
| Copa Libertadores de América               | 2013         | 2            | 0            | 1            | 1            | 0            | 2            | 1            |
| Liga Uruguaya                              | 2013-14      | 30           | 9            | 9            | 12           | 47           | 51           | 36           |
| Copa Libertadores de América               | 2014         | 12           | 7            | 2            | 3            | 17           | 9            | 23           |
| Liga Uruguaya                              | 2014-15      | 30           | 13           | 9            | 8            | 48           | 38           | 48           |
| Copa Sudamericana                          | 2015         | 8            | 3            | 3            | 2            | 7            | 3            | 12           |
| Liga Uruguaya                              | 2015-16      | 30           | 12           | 6            | 12           | 48           | 54           | 42           |
| Liga Uruguaya                              | 2016         | 15           | 7            | 4            | 4            | 22           | 15           | 25           |
| Liga Uruguaya                              | 2017         | 32           | 21           | 7            | 4            | 52           | 31           | 70           |
| Copa Sudamericana                          | 2017         | 2            | 0            | 1            | 1            | 3            | 4            | 1            |
| Torneo Intermedio                          | 2017         | 8            | 5            | 2            | 1            | 15           | 8            | 17           |
| Liga Uruguaya                              | 2018         | 30           | 15           | 7            | 8            | 49           | 39           | 52           |
| Copa Libertadores de América               | 2018         | 6            | 1            | 1            | 4            | 5            | 7            | 4            |
| Copa Sudamericana                          | 2018         | 2            | 0            | 0            | 2            | 0            | 3            | 0            |
| Torneo Intermedio                          | 2018         | 6            | 2            | 0            | 4            | 4            | 8            | 6            |
| Liga Uruguaya                              | 2019         | 30           | 10           | 6            | 14           | 46           | 49           | 36           |
| Copa Libertadores de América               | 2019         | 6            | 2            | 1            | 3            | 9            | 8            | 7            |
| Torneo Intermedio                          | 2019         | 7            | 2            | 3            | 2            | 12           | 12           | 9            |
| Liga Uruguaya                              | 2020         | 30           | 7            | 14           | 9            | 31           | 41           | 35           |
| Torneo Intermedio                          | 2020         | 7            | 1            | 3            | 3            | 5            | 10           | 6            |
| Liga Uruguaya Segunda Div.                 | 2021         | 26           | 13           | 5            | 8            | 38           | 23           | 44           |
| Liga Uruguaya                              | 2022         | 30           | 12           | 9            | 9            | 32           | 28           | 45           |
| Torneo Intermedio                          | 2022         | 7            | 4            | 1            | 2            | 10           | 8            | 13           |
| Copa Uruguay                               | 2022         | 6            | 5            | 1            | 0            | 11           | 2            | 16           |
| Liga Uruguaya                              | 2023         | 30           | 12           | 10           | 8            | 46           | 27           | 46           |
| Torneo Intermedio                          | 2023         | 7            | 4            | 2            | 1            | 11           | 5            | 14           |
| Copa Uruguay                               | 2023         | 5            | 4            | 1            | 0            | 9            | 3            | 13           |
| Total                                      |              | 3410         | 1379         | 962          | 1069         | 5120         | 4442         | 4244         |

## Otros deportes

### Fútbol femenino
Defensor Sporting conformó un equipo de fútbol femenino en 2019 para disputar la Divisional B, donde obtuvieron el título y el ascenso. En la temporada 2020 de la Divisional A, las violetas obtuvieron el quinto puesto. En 2021, Defensor Sporting obtuvo el título de la Divisional A. Por tanto, las fusionadas clasificaron a la Copa Libertadores Femenina 2022, donde perdieron los tres partidos disputados.
Torneos nacionales  (2)
| Competición nacional                                    | Títulos | Subcampeonatos |
| ------------------------------------------------------- | ------- | -------------- |
| Campeonato Uruguayo de Fútbol Femenino (1)              | 2021    |                |
| Campeonato Uruguayo de Fútbol Femenino Divisional B (1) | 2019    |                |

### Baloncesto
Defensor Sporting es el decano del básquetbol uruguayo y es el equipo con más campeonatos uruguayos ganados (20) (más del doble que el segundo equipo con mayor cantidad de títulos, Welcome (9)). Estos se componen de un Campeonato de Primera División (1918), tres Campeonatos Nacionales (1922, 1924 y 1926), catorce Campeonatos Federales (1927, 1930, 1932, 1933, 1934, 1936, 1938, 1949, 1950, 1951, 1955, 1980, 1985 y 2003) y dos Ligas Uruguayas (2003 y 2009-10).
También cuenta con reconocimiento a nivel internacional, obteniendo el Campeonato Sudamericano de Clubes Campeones en 1956 y 1958 y el Campeonato Rioplatense en los años 1924, 1926, 1930, 1932 y 1934. En 2007-08 disputó la primera edición de la Liga de las Américas quedando entre los mejores ocho equipos del Continente tras derrotar en primera fase a Boca Juniors y Flamengo. En cuartos de final fue derrotado por Peñarol del Mar del Plata (a la postre campeón) luego de ganar el primer juego en Montevideo y perder los otros dos en Mar del Plata.
Defensor Sporting es la fusión del Club Atlético Defensor (principalmente fútbol) y Sporting Club Uruguay (principalmente baloncesto) por lo que la indumentaria de baloncesto no es violeta sino azul marino. 
A partir del 2017, Defensor Sporting participa en la Liga Femenina de Básquetbol. El primer partido fue el sábado 22 de abril de 2017 frente a Capurro. En gran primera  temporada las fusionadas llegan a la final, perdiéndola con el equipo de Malvin. En 2019 volvieron a caer en la final ante Malvín. Las violetas tuvieron su revancha en 2020, y lograron el bicampeonato en 2021 ante Hebraica y Macabi.

### Atletismo
En el año 1918 Sporting Club del Uruguay fue uno de los fundadores de la Confederación Atlética del Uruguay.
Campeón 1970 a 1986, 1988 a 1997.
El mayor referente en el atletismo es Darwin Piñeirúa que logró varias medallas para la institución. En el año 1974 batió el récord en lanzamiento de martillo, marca que se mantiene hasta el día de hoy. Por la huella que dejó este atleta en el deporte nacional, la pista oficial de atletismo lleva su nombre.

Los atletas de la institución han logrado varios récords nacionales.

 Actualizado al 15 de julio de 2017
| Prueba                  | Atleta             | Fecha Nac. | Categoría            | Marca    | Lugar         | Fecha Récord |
| ----------------------- | ------------------ | ---------- | -------------------- | -------- | ------------- | ------------ |
| 100 metros              | Acerenza, Claudia  | 15/01/1966 | Absoutos Femeninos   | 11.54    | México        | 22/07/1988   |
| 200 metros              | Acerenza, Claudia  | 15/01/1966 | Absoutos Femeninos   | 23.78    | México        | 23/07/1988   |
| 200 metros              | Acerenza, Claudia  | 15/01/1966 | Sub-20 Femenino      | 24.73    | Santiago      | 15/09/1985   |
| 400 metros              | Acerenza, Claudia  | 15/01/1966 | Indoor               | 56.57    | Sevilla       | 08/03/1991   |
| 5000 metros             | García, Néstor     | 06/07/1975 | Absolutos Masculinos | 13:47.6  | Montevideo    | 09/05/1999   |
| 10000 metros            | García, Néstor     | 06/07/1975 | Absolutos Masculinos | 28:52.36 | San Leopoldo  | 21/05/1998   |
| Media Maratón           | García, Néstor     | 06/07/1975 | Absolutos Masculinos | 1:02:34  | Lisboa        | 31/03/1999   |
| Maratón                 | García, Néstor     | 06/07/1975 | Absolutos Masculinos | 2:12:48  | Chicago       | 24/10/1999   |
| 5000 metros             | Guerra, Elena      | 20/01/1976 | Absoutos Femeninos   | 16:46.65 | Montevideo    | 18/04/2004   |
| 10000 metros            | Guerra, Elena      | 20/01/1976 | Absoutos Femeninos   | 36:07.7  | Montevideo    | 18/04/2004   |
| 60 metros               | Mosegui, Carmen    | 19/05/1905 | Indoor               | 7.83     | Oviedo        | 21/01/1989   |
| 110 metros vallas       | Olivar, Javier     | 00/00/1962 | Absolutos Masculinos | 14.89    | Santiago      | 27/10/1984   |
| 3000 metros             | Patrón, Paola      | 4/10/1967  | Sub-20 Femenino      | 9:59.04  | Santa Fe      | 24/11/1985   |
| 1500 metros             | Vera, Ricardo      | 16/09/1962 | Absolutos Masculinos | 3:43.47  | Sevilla       | 20/06/1989   |
| 3000 metros obstáculos  | Vera, Ricardo      | 16/09/1962 | Absolutos Masculinos | 8:23.02  | Hengelo       | 28/06/1992   |
| 3000 metros             | Vera, Ricardo      | 16/09/1962 | Absolutos Masculinos | 7:56.88  | Pontevedra    | 13/06/1989   |
| 3000 metros             | Vera, Ricardo      | 16/09/1962 | Indoor               | 8:00.89  | Sevilla       | 27/02/1990   |
| Lanzamiento de bala     | Da Silva, Berenice | 28/11/1960 | Absoutos Femeninos   | 15.85    | Buenos Aires  | 25/09/1988   |
| Lanzamiento de disco    | Da Silva, Berenice | 28/11/1960 | Absoutos Femeninos   | 45.34    | Santa Fe      | 28/05/1988   |
| Salto con Garrocha      | Díaz, Aiusha       | 02/10/1982 | Sub-18 Femenino      | 3.20     | Santa Fe      | 11/09/1999   |
| Salto largo             | Falcioni, Mónica   | 10/10/1968 | Absoutos Femeninos   | 6.52     | Bogotá        | 26/06/1999   |
| Salto triple            | Falcioni, Mónica   | 10/10/1968 | Absoutos Femeninos   | 13.59    | Montevideo    | 08/05/1999   |
| Lanzamiento de bala     | Gadea, Oscar       | 08/02/1956 | Absolutos Masculinos | 15.54    | Montevideo    | 12/09/1987   |
| Lanzamiento de bala     | Hornos, Mario      | 00/00/1962 | Sub-18 Masculino     | 16.08    | Montevideo    | 11/11/1978   |
| Salto largo             | Lasa, Emiliano     | 25/01/1990 | Sub-20               | 7.42     | San Pablo     | 25/07/2009   |
| Salto largo             | Lasa, Emiliano     | 25/01/1990 | Absolutos            | 8.19     | San Pablo     | 18/02/2017   |
| Salto largo             | Lasa, Emiliano     | 25/01/1990 | Indoor               | 7.94     | USA           | 20/03/2016   |
| Salto triple            | Lasa, Emiliano     | 25/01/1990 | Sub-20               | 14.47    | Montevideo    | 14/11/2009   |
| Salto triple            | Lasa, Emiliano     | 25/01/1990 | Absolutos            | 15.08    | Mar del Plata | 07/11/2010   |
| Salto de altura         | Pelloni, Elbio     | 17/02/1964 | Absolutos Masculinos | 2.14     | San Pablo     | 24/04/1988   |
| Lanzamiento de martillo | Piñeyrua, Darwin   | 23/12/1945 | Absolutos Masculinos | 63.18    | Montevideo    | 04/05/1974   |
| Salto con garrocha      | Ruocco, Fernando   | 12/05/1958 | Absolutos Masculinos | 5.00     | Troisdorf     | 20/06/1980   |
| Salto con garrocha      | Sosa, Esteban      | 23/02/1964 | Indoor               | 4.50     | Maguncia      | 18/01/1992   |

### Boxeo
Desde el año 2008 American Box firma acuerdo para usar las instalaciones del Club para sus actividades.